# Lenart Goriški
Lenart Goriški (* 1444 v Lienzu ; † 12. april 1500 v Lienzu) je bil zadnji knez iz rodbine  Goriških grofov. Kot goriški grof si je vse življenje prizadeval za povrnitev izgubljenih ozemelj na Koroškem. Ob strani mu je stal izjemno sposoben majnhardinski nezakonec Virgil Grabenski, ki je namesto njega kot cesarski regent in stotnik vodil vlado ter na koncu sprožil in dokončal prehod Goriške grofije v habsburško cesarstvo.

## Življenje
Kot sin Henrika IV. Goriškega in Katarine Garajske se je Lenart pojavil kot zadnji goriški grof. Leta 1448 je skupaj z bratoma Janezom in Ludvikom nasledil očeta na goriškem gospostvu. Janez je umrl že leta 1456, njegov drugi brat Ludvik je umrl leta 1462. Od takrat naprej je bil Lenart edini vladar gospostva. Najprej je bil poročen s hčerko bosanskega kralja Nikolaja, nato pa s Paolo Gonzaga, hčerko mejnega grofa Ludovica III. Gonzage. Oba zakona sta ostala brez otrok.
- Lenart in Paola
- Paola Gonzaga

V sporu o dediščini Celjskih grofov s cesarjem Friderikom III. leta 1460 so Goriški grofje doživeli poraz, ki mu je sledil izsiljen Požarniški mir, s katerim so izgubili vsa svoja koroška gospostva, vključno z mestom Lienz in svojo rezidenco, gradom Bruck. Lenartov brat grof Janez II. Goriški se je moral preseliti v grad Heinfels ki je postal njegovo novo stalno prebivališče, kovnica pa je bila prenešena v Toblach. Gospostva, odvzeta Goričanom, so bila po cesarjevih zagotovilih prenesena na njegovega feldkapitana Jana Vitovca. Iz neznanih razlogov je izgubil zanimanje za posest Lienz in jo 4. marca 1462 prodal svojemu soborcu Andreju Višprijskemu za 4000 zlatnikov. Med vojaškim zavzetjem in ponovno vrnitvijo gradu Bruck in mesta Lienz grofu Lenartu je bil Višprijski (Weisspriach) ujet in v ujetništvu na gradu Heinfels do pozne zime 1467. Moral je priseči zvestobo grofu Lenartu in njegovemu svetovalcu Virgilu Grabenskemu, ki sta imela ključno vlogo pri zajetju. Prav tako se je moral pisno odpovedati vsem pravnim zahtevkom do deželnega sodišča v Lienzu in gradu Bruck. Pozno pozimi leta 1467 so ga izpustili iz zapora.
Od leta 1470 je Lenart Goriški spet redno nosil naziv cesarskega kneza, ki ga je njegova družina imela zaradi goriške cesarske grofije.
Malo pred smrtjo je grof Lenart z Maksimiljanom I. sklenil dedno pogodbo glede grofije. V primeru smrti Lenarta brez otrok naj bi bila knežja grofija vključena v habsburško cesarstvo. Nemoten prevzem grofije je bil dosežen z velikimi obljubami, ki jih je Maksimilijan dal Grabenskemu, ki je takrat prekinil svoje prej tajno sodelovanje z Benečani in se zavzemal za pridružitev države habsburškemu imperiju. Pri tem je imel Virgil tudi podporo svojega sina Lukasa Grabenskega iz Steina, ki je v očetovi odsotnosti deloval kot njegov predstavnik v Gorici in branil pravice Habsburžanov pred težnjami Beneške republike.
S smrtjo grofa Lenarta leta 1500 je dinastija Majnhardincev izumrla. Ostali so le še nezakoniti majnhardinski (goriški) gospodje Grabenski iz Steina  in grofje Eschenloch, potomci grofa Majnharda II. /IV. tirolsko goriškega, koroškega vojvode.